# Rico Kauerhof
Rico Kauerhof (* 9. Dezember 1972 in Wurzen) ist Rechtsanwalt und ehemaliger deutscher Fußballspieler.

## Sportliche Laufbahn

### Vereinskarriere
Rico Kauerhof spielte während seiner Profikarriere für den VfB Leipzig. Für Leipzig absolvierte er sein erstes Pflichtspiel in der Saison 1991/92 in der 2. Bundesliga Süd. Am 12. Spieltag kam Kauerhof im Spiel gegen den FC Carl Zeiss Jena nach bereits 89 gespielten Minuten für Dirk Anders auf den Platz. In der Saison 1993/94 erhielt er seinen einzigen Einsatz in der Bundesliga am 2. Spieltag gegen den VfB Stuttgart. Er wurde gegen die Schwaben nach 85 Minuten für Matthias Liebers eingewechselt und stieg zum Saisonende mit Leipzig in die 2. Bundesliga ab. Insgesamt stehen so für den früheren DDR-Nachwuchsnationalspieler insgesamt sechs Minuten im bundesdeutschen Ligaprofifußball in der Bilanz. Weitere 42 Minuten war Kauerhof im deutschen Vereinspokal in der 3. Hauptrunde des DFB-Pokals 1991/92 am Ball, als die Sachsen bei den Stuttgarter Kickers mit 1:3 nach Verlängerung die Segel streichen mussten.

### Auswahleinsätze
Mit der DDR-Jugendauswahl belegte der Lok-Akteur bei der U-16-EM 1989 den 2. Platz. Bei der WM in dieser Altersklasse wenige Wochen später schied das ostdeutsche Team um Torwart Frank Rost im Viertelfinale, in dem Kauerhof mit der Nummer 6 in der Startformation stand, gegen Gastgeber Schottland aus.

## Weiterer Werdegang
Seit Januar 2005 ist Kauerhof als Rechtsanwalt zugelassen und gegenwärtig in der Kanzlei NWK Rechtsanwälte tätig. Ebenfalls im Jahr 2005 erhielt er den Doktorgrad. Kauerhof ist Vorsitzender des Institutes für deutsches und internationales Sportrecht und Inhaber weiterer Ehrenämter im Bereich Sportrecht.